# Puro

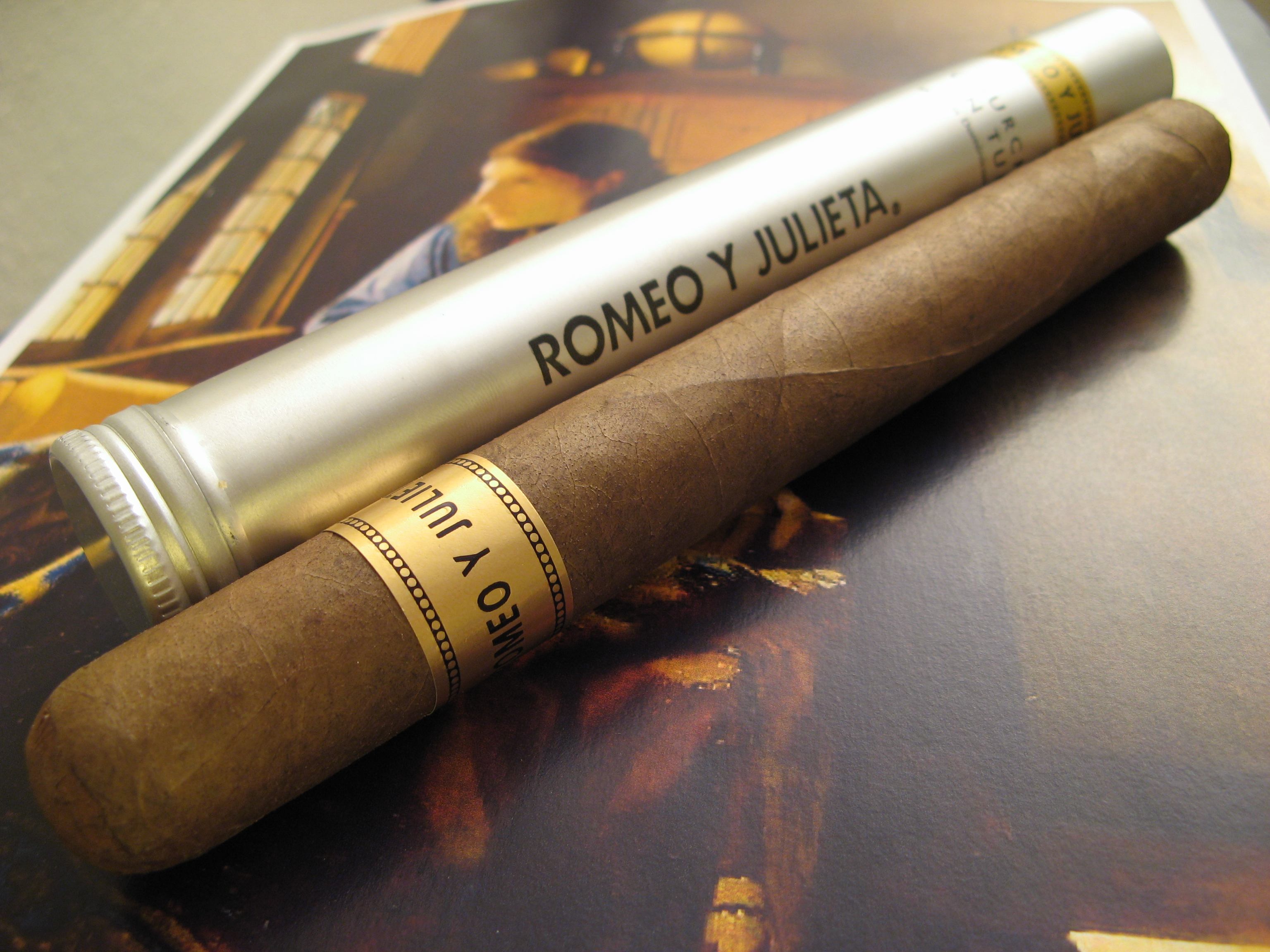
Un puro junto a su envase.

El cigarro puro o simplemente puro (también llamado cigarro, habano, túbano, tabaco, o sharuto) es un paquete firmemente enrollado de tabaco secado y fermentado, liado sin papel. Se enciende por uno de los extremos para poder introducir su humo dentro de la boca del fumador a través del otro extremo.
El tabaco puro, originario de América, crece en cantidades significativas en zonas tropicales de México, Cuba, la República Dominicana, Honduras, Filipinas, Brasil, Nicaragua, Colombia, islas Canarias, Ecuador, Camerún e Indonesia.
Los cigarros puros deben almacenarse a una humedad de alrededor del 65% al 72%. Por esta razón, los puros deben ser almacenados en un humidor o humidificador que mantiene un clima adecuado. En seco, los puros pierden su aroma y queman de forma desigual.
También se lo conoce simplemente como tabaco, particularmente en países como Colombia y Venezuela donde el nombre cigarro hace referencia al cigarrillo. En este último país es muy asociado principalmente al espiritismo.

## Producción
Las hojas de tabaco se cosechan y envejecen mediante un proceso de curado que combina calor y sombra para reducir el contenido de azúcar y agua sin que se pudran las hojas más grandes. Este proceso dura entre 25 y 45 días, dependiendo de las condiciones climáticas y de la naturaleza de los cobertizos utilizados para almacenar el tabaco cosechado. El curado depende del tipo de tabaco y del color deseado de las hojas. A continuación se produce una lenta fermentación en la que se controlan la temperatura y la humedad para mejorar el sabor, el aroma y las características de combustión, al tiempo que se evita la putrefacción o la descomposición.
La hoja seguirá enrollándose, inspeccionándose, desenrollándose, volviéndose a inspeccionar y enrollándose de nuevo durante el ciclo de añejamiento. Cuando haya madurado conforme a las especificaciones del fabricante, se clasificará según su aspecto y calidad general y se utilizará como relleno o envoltorio en consecuencia. Durante este proceso, las hojas se humedecen constantemente para evitar que se dañen.
Los puros de calidad se siguen haciendo a mano. Un torcedor experimentado puede producir cientos de puros buenos y casi idénticos al día. Los torcedores mantienen el tabaco húmedo, especialmente la capa, y utilizan cuchillos en forma de media luna especialmente diseñados, llamados chavettes, para dar forma a las hojas de la tripa y la capa con rapidez y precisión. Una vez enrollados, los puros se almacenan en moldes de madera mientras se secan, en los que sus extremos descubiertos se recortan hasta alcanzar un tamaño uniforme.

## Habano
Se le conoce habitualmente como habano. La reputación cubana se presenta tanto por las características únicas de la región de Vuelta Abajo en la provincia de Pinar del Río, al oeste de la isla, en donde un microclima permite el cultivo de tabaco de alta calidad como por la habilidad de los fabricantes cubanos del puro. Es una Denominación de Origen y sólo reservada a los puros fabricados en Cuba conforme a las normas de cultivo y producción establecidas por el consejo regulador.